# Jashinea splendida
Jashinea splendida är en tvåvingeart som först beskrevs av H. Oldroyd 1963.  Jashinea splendida ingår i släktet Jashinea och familjen bromsar.
Artens utbredningsområde är Madagaskar. Inga underarter finns listade i Catalogue of Life.